# ۵۹ (عدد)
۵۹ (عدد)
۵۹(پنجاه و نه) یک عدد طبیعی است که بعد از ۵۸ و قبل از ۶۰ قرار دارد.3